# Гроскампенберг
Гроскампенберг (нем. Großkampenberg) — община в Германии, в земле Рейнланд-Пфальц. 
Входит в состав района Айфель-Битбург-Прюм. Подчиняется управлению Арцфельд.  Население составляет 151 человек (на 31 декабря 2010 года). Занимает площадь 6,31 км².